# 954

## Догађаји
- 10. септембар — Западнофраначки краљ Луј IV Прекоморски умире након несреће у лову (у близини његове палате у Корбенију). Наслеђује га тринаестогодишњи син Лотар III под старатељством Ига Великог, грофа од Париза.
- Краљ Ерик Крвава Секира је убијен у борби, а краљ Едред осваја Јорк, уједињујући Нортамбрију са остатком Енглеске.
- Шкотски краљ Малком I гине у борби против северњака. Наслеђује га Индулф, син покојног краља Константина II.

## Смрти
- 10. септембар — Луј IV Прекоморски, западнофраначки краљ (р. 920)
- Ерик Крвава Секира, норвешки викиншки краљ
- Малком I, шкотски краљ